# 강남좀비
강남좀비는 한국에서 제작된 이수성 감독의 2021년 드라마 영화이다. 지일주, 지연 등이 주연으로 출연하였다.

## 출연

### 주연
- 지일주 : 현석 역
- 지연

### 조연
- 조경훈
- 최성민
- 정이주
- 탁트인